# Molodtsovo
Molodtsovo (Молодцово) est un village en Russie, situé dans le raïon de Kirovsk dépendant de l'oblast de Léningrad. Sa population était de 1 014 habitants en 2015. Il doit son nom à un héros de l'armée rouge, Dmitri Molodtsov, mort sur le front de Siniavino le 13 janvier 1943.

## Économie
C'est ici que se trouve depuis 2003 le deuxième département de l'usine de volaille Severnaïa, l'une des plus importantes de Russie.

## Infrastructures
Le village possède une école allant de la première classe à la neuvième classe (équivalent à la 3e en France), un club de village, un dispensaire d'accouchement et des mémoriaux de la dernière guerre.